# ČKD Tatra KT4

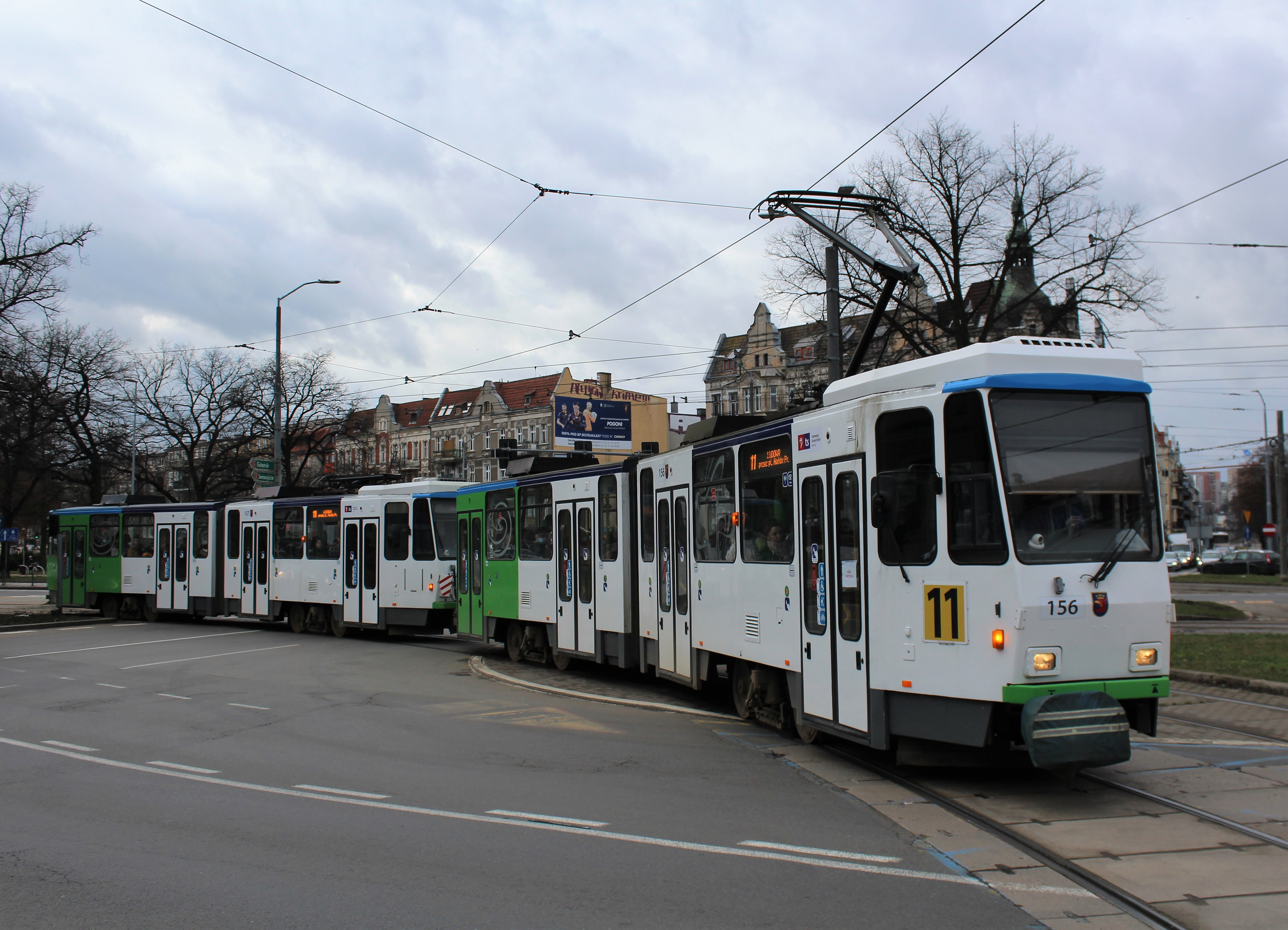
Tatra KT4DtM villamos Szczecinben

A Tatra KT4D egy-vezetőállású csuklós villamostípus.  Négy ajtóval rendelkezik. Magyarországon Szegeden állították őket forgalomba.

## Magyarországon
A Magyarországra kerülő járműveket 1985–1990 között gyártotta a prágai ČKD Tatra vállalat, elsősorban németországi városok számára. 
2003-tól a Szegedi Közlekedési Társaság az elavulttá vált FVV villamosok helyett eddig 18+2 darabot szerzett be a németországi Cottbus, Potsdam és Berlin városokból.

### Modernizálás
Üzembe helyezésük előtt minden kocsi megkapta a szegediek kék-fehér-piros-sárga színezését, az elektromos jegykezelőket, az LCD monitorokkal kiegészített utastájékoztatót és a külső digitális kijelzőket.
A villamosok két nagy altípusba rendszerezhetően közlekednek Szegeden.
11 kocsi eredeti gyorsítóműves (accelerátoros) vezérléssel közlekedik. Ezek közül hat darab kézi kapcsolós vezérlésű (200, 201, 202, 209, 210, 211), ezek a KT4Dm típusjelölést kapták, és öt darab pedálos vezérlésű (213, 214, 215, 216, 217), ezek a KT4DmP típusjelölést kapták.
Hat kocsi pedig korszerű IGBT tranzisztoros szaggatós vezérléssel lett felújítva és forgalomba helyezve (203, 204, 205, 206, 207, 208) ezek KT4DmE típusúak.
Ezen felül az SZKT tulajdonában vannak a berlini eredetű 219 098-8 és a 219 100-7 pályaszámú villamosok is. Sorsuk bizonytalan.
A szaggatós vezérlésű felújított kocsik mindegyike vezetőtéri légkondicionáló berendezéssel van ellátva, és nagyobb nyitható felületű utasablakokat kaptak.
A 2016-ban balesetet szenvedett 214-es pályaszámú KT4D villamos helyett beszerzett Tatra KT4D 2019-re készült el, az év augusztusától az 1-es villamosvonalon járt tesztüzemben, majd a 4-esre helyezték át. A kocsi sötétített, ragasztott üvegezést kapott nagyobb nyitható felülettel, utastéri légkondicionáló készülékkel is felszerelték, továbbá megkapta a Pesa villamosokra jellemző „napfénysárga” fényezést.

## Előfordulásuk a világban
A villamosok 1974 és 1997 között készültek, és számos helyre kerültek.
- Németország: Brandenburg, Cottbus, Erfurt, Frankfurt, Gera, Gotha, Görlitz, Lipcse, Plauen, Potsdam, Schöneiche bei Berlin, Zwickau
- Szovjet utódállamok: Ukrajna, Észtország, Oroszország
- Magyarország: Szeged
- Szerbia: Belgrád
- Horvátország: Zágráb
- Észak-Korea: Phenjan
- Románia: Brăila, Galaţi, Craiova, Kolozsvár, Ploieşti, Nagyvárad